# Hospital e Maternidade Victor Ferreira do Amaral
Hospital e Maternidade Victor Ferreira do Amaral é um hospital Brasileiro da cidade de Curitiba, sendo considerada a primeira maternidade do estado do Paraná.

## História
Fundado em 1913 pelo ginecologista e obstetra Victor Ferreira do Amaral e Silva com o nome de Maternidade Paraná, nos primeiros anos passou por dois endereços: Rua Barão do Rio Branco e na Rua Comendador Araújo (mesmo terreno do Omar Shopping, na atualidade), na antiga residência da família Miró, desde agosto de 1914.
Em 1925, d. Adalgisa Bittencourt doou o terreno localizado no bairro Água Verde e d. Lili Santerre iniciou uma campanha para arrecadação de fundas com a intenção de edificar uma sede própria para a maternidade e em 1930 foi reinaugurado, agora com a denominação de Maternidade Victor Ferreira do Amaral', em uma clara homenagem ao seu fundador e gestor. O próprio Victor foi o encarregado de reestruturar o hospital em sua nova sede, agora própria e em novo endereço: Avenida Iguaçu.
Desde a sua fundação o hospital maternidade tinha o propósito de atender aos mais carentes e necessitados, sendo o hospital que realizava partos secretos, pois a sociedade, até meados dos anos de 1950, via com preconceito a figura da “mãe solteira”.
A maternidade, após sua reformulação em 1930, foi utilizada para o ensino aos cursos de medicina e obstetrícia da Universidade Federal do Paraná (antes da federalização – Universidade do Paraná) até 1961, quando foi criado o Hospital das Clínicas. A partir desta data, a maternidade foi administrada pela Fundação Caetano Munhoz da Rocha, instituição ligada à Secretaria Estadual de Saúde.
Em decorrência de problemas financeiros a maternidade fechou as portas em 1991, sendo reaberta no ano de 2001 e a partir deste momento sendo administrado por um grupo governamental, com parcerias entre o Município de Curitiba, o Estado do Paraná e a UFPR, voltando à instituição a propiciar a prática aos acadêmicos dos cursos de medicina da universidade.
A partir de sua reabertura o hospital mantém 45 leitos e atende em média 300 partos e 900 consultas mensais, pelo Sistema Único de Saúde. A instituição ganhou o prêmio “Hospital Amigo da Criança” em 2006 concedido pelo Fundo das Noções Unidas pela Infância (UNICEF) e Ministério da Saúde (MS). O programa da Secretária Municipal da Saúde, “Mãe Curitibana” é responsável por 90% dos partos no hospital.

## Reestruturação
Em uma ampliação em uma das alas do hospital, em 2009, o “Victor Ferreira do Amaral” aumentou sua autonomia, realizando 320 partos e 1700 consultas mensais. Em 2015, o hospital e maternidade voltou s fazer parte das unidades funcionais do complexo do Hospital a Clínicas da UFPR, executando cerca de 350 partos mensais.

## Prédio histórico
Construído na segunda metade da década de 1920 e inaugurado em 1930, o prédio do Hospital e Maternidade Victor Ferreira do Amaral é uma Unidade de Interesse de Preservação (UIP) da prefeitura de Curitiba, pelo seu estilo peculiar do início do século XX, com uma arquitetura eclética térrea e linhas coloniais nos seus dois pavimentos, destacando-se a fachada e as janelas em madeira e suas molduras de alvenaria.